# Nowobohdaniwka (Melitopol)
Nowobohdaniwka (ukrainisch Новобогданівка, russisch Новобогдановка Nowobogdanowka) ist ein Dorf in der ukrainischen Oblast Saporischschja mit etwa 3600 Einwohnern (2004).

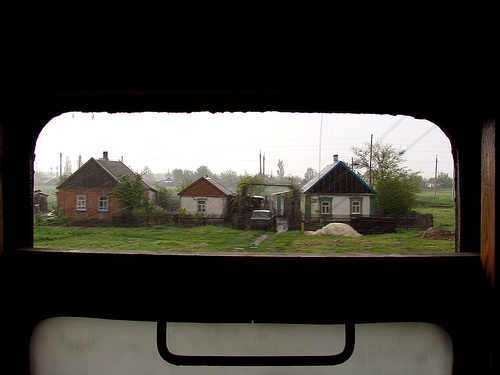
Häuser im Ort

Das Dorf wurde 1862 gegründet und im Zuge des Baus der Eisenbahnstrecke erweitert. Zwischen dem 5. Oktober 1941 und dem 26. Oktober 1943 war das Dorf von der Wehrmacht besetzt.
Im März 2022 wurde der Ort durch russische Truppen im Rahmen des Russischen Überfalls auf die Ukraine eingenommen und befindet sich seither nicht mehr unter ukrainischer Kontrolle.

## Geografie

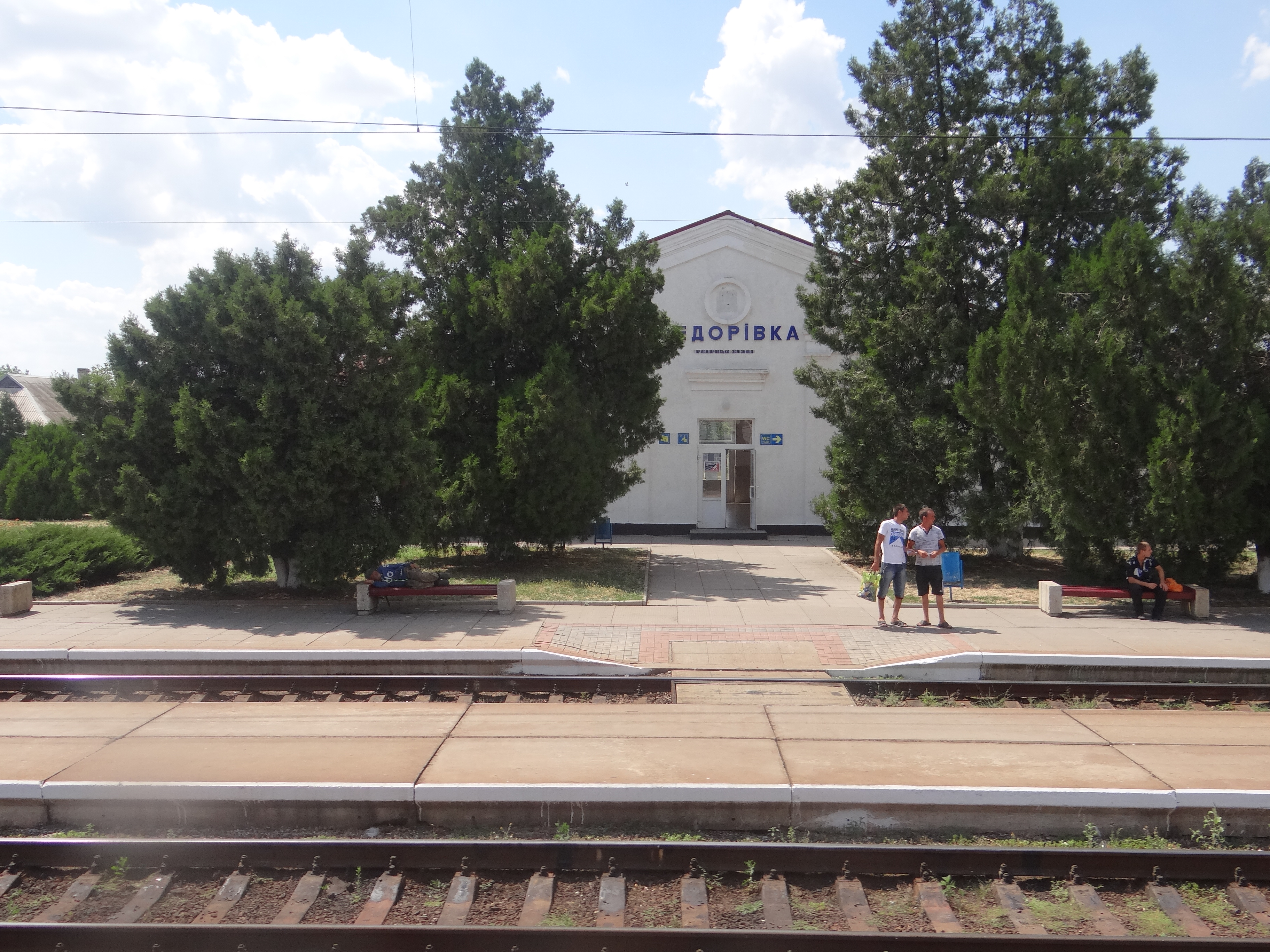
Bahnstation der Ortschaft

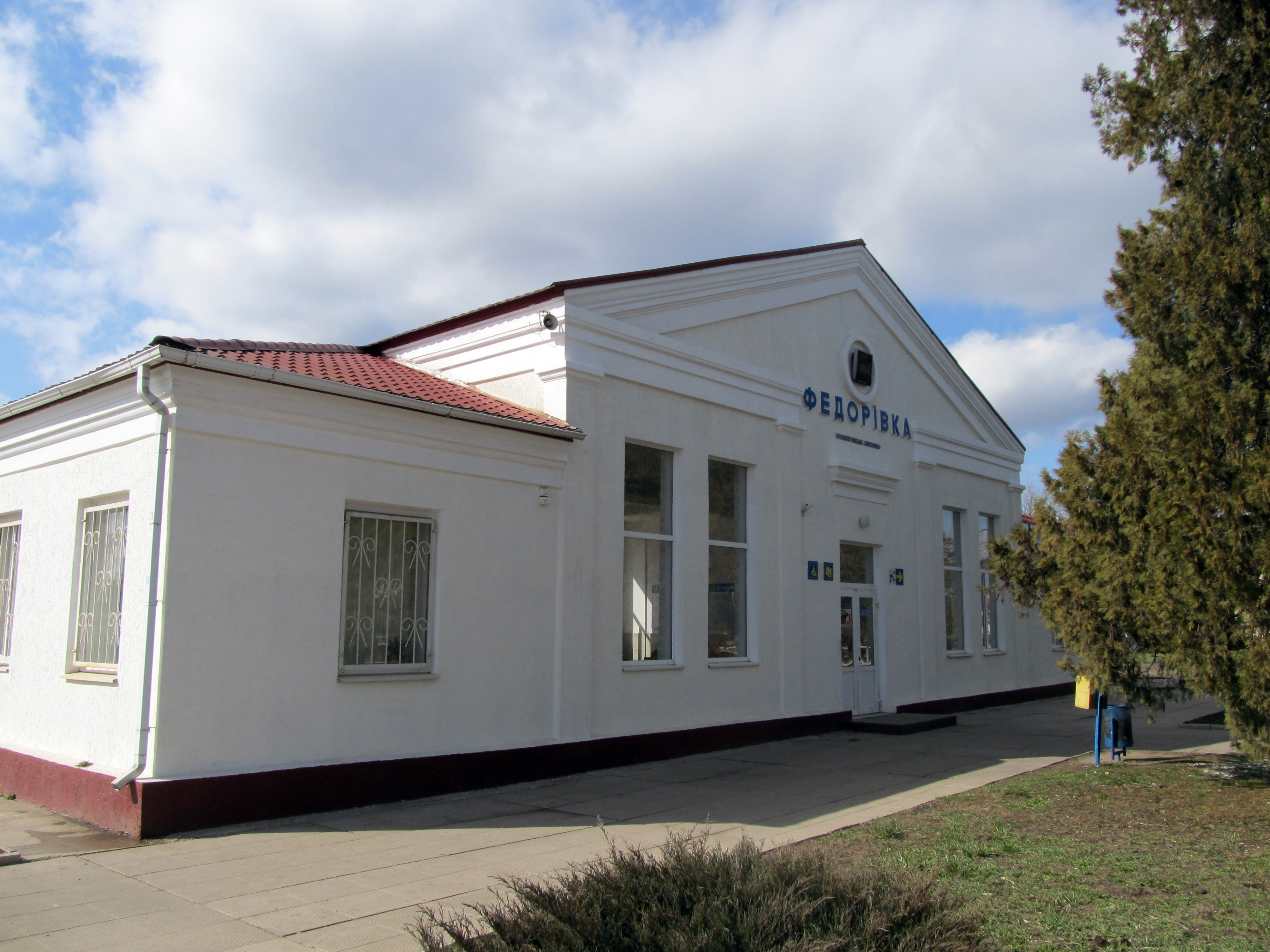
Bahnhofsgebäude im Ort

Nowobohdaniwka liegt im Norden des Rajon Melitopol 31 km nördlich der Stadt Melitopol und 100 km südlich vom Oblastzentrum Saporischschja verkehrsgünstig an der Fernstraße M 18 / E 105 und der Territorialstraße T–08–11. Außerdem ist die Ortschaft ein Eisenbahnknoten an der Bahnstrecke Fedoriwka–Wolnowacha, Bahnstrecke Mykolajiw–Fedoriwka und der Bahnstrecke Sewastopol–Charkiw mit der Bahnstation Fedoriwka.

## Verwaltungsgliederung
Am 13. Juli 2017 wurde das Dorf zum Zentrum der neugegründeten Landgemeinde Nowobohdaniwka (Новобогданівська сільська громада/Nowobohdaniwska silska hromada). Zu dieser zählen auch die 4 in der untenstehenden Tabelle aufgelistetenen Dörfer sowie die Ansiedlung Widrodschennja, bis dahin bildete es zusammen mit den Dörfern Perschostepaniwka, Prywilne und Trojizke sowie der Ansiedlung Widrodschennja die gleichnamige Landratsgemeinde Nowobohdaniwka (Новобогданівська сільська рада/Nowobohdaniwska silska rada) im Norden des Rajons Melitopol.
Folgende Orte sind neben dem Hauptort Nowobohdaniwka Teil der Gemeinde:
| Name                     | Name            | Name                   |
| ukrainisch transkribiert | ukrainisch      | russisch               |
| ------------------------ | --------------- | ---------------------- |
| Perschostepaniwka        | Першостепанівка | Береговое (Beregowoje) |
| Prywilne                 | Привільне       | Береговое (Beregowoje) |
| Starobohdaniwka          | Старобогданівка | Береговое (Beregowoje) |
| Trojizke                 | Троїцьке        | Береговое (Beregowoje) |
| Widrodschennja           | Відродження     | Береговое (Beregowoje) |